# Asplundia moritziana
Asplundia moritziana är en enhjärtbladig växtart som först beskrevs av Johann Friedrich Klotzsch, och fick sitt nu gällande namn av Gunnar Wilhelm Harling. Asplundia moritziana ingår i släktet Asplundia och familjen Cyclanthaceae. Inga underarter finns listade.